# Папа Никола II
Папа Никола II (лат. Nicolaus II; Савоја 990те - Фиренца, 2. август 1061) је био 155. папа од 30. јануара 1059. до 27. јула 1061.